# 中間弾薬

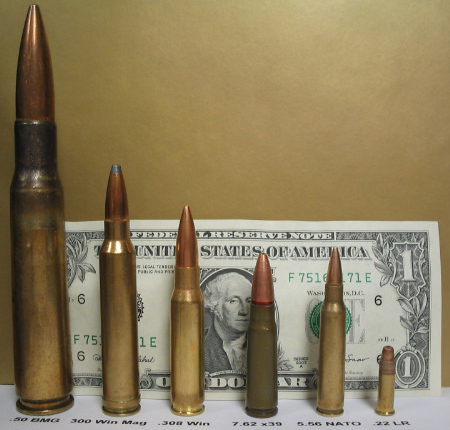
各種実包の比較。右から3番目の7.62x39mm弾と2番目の5.56x45mm弾が中間弾薬に該当する。

中間弾薬（ちゅうかんだんやく、英語: Intermediate cartridge）は、拳銃弾と小銃弾の中間的な位置付けの実包の総称。アサルトライフルの要件の一つとなっている。

## 概要
従来の小銃や機関銃が使用していた.303ブリティッシュ（7.7x56mmR）弾や.30-06スプリングフィールド（7.62x63mm）弾、7.62x54mmR弾などのいわゆるフルサイズの弾薬は、10～12グラムの弾頭を750～850メートル毎秒で射出し、初活力3,000～4,000ジュールという強力なものであったが、却ってこのために反動が大きく、肩付けでのフルオート射撃は極めて困難であった。一方、当時すでに個人携行可能な自動火器として短機関銃が広く用いられていたが、こちらは拳銃弾を使用するために威力が弱いという問題があった。このことから、両者の中間的な性格をもつ中間弾薬が各国で模索されることとなった。
ドイツ国では、1934年から1935年にかけてグスタフ・ゲンショウ社（GECO）が7.75x39mm弾を、また1938年からはポルテ社が7.92x33mm弾を開発した。ソビエト連邦でも、1943年には7.62x39mm弾が開発された。またこの時期には、イギリスでも.280ブリティッシュ（7×43mm）弾が開発されていたものの、1954年にはアメリカ合衆国の主張を受け入れてフルサイズの7.62x51mm弾が北大西洋条約機構（NATO）の標準弾薬として採択されたことで、この時点では実現しなかった。しかしその後、アメリカ軍と銃器産業では小口径高速弾というコンセプトが注目されるようになり、1963年には5.56x45mm弾（.223レミントン弾）が制式化され、1980年にはその改良型のSS109弾が第二のNATO弾として採択された。
これらを含めて、中間弾薬とされる弾薬には下記のようなものがある。
- 短小弾
  - 7.92x33mm弾
  - 7.62x33mm弾
  - 7.62x39mm弾
  - 7.62x45mm弾
- 小口径高速弾
  - 5.56x45mm弾
    - 6.8x43mm弾
    - 6mm ARC（.243）（英語版）
    - 6.5×43mm .264 USA（英語版）
    - 6.5mmグレンデル弾
    - 6.8×51mm .277フューリー

  - 5.45x39mm弾
  - 5.8x42mm弾

また大日本帝国陸軍が採用していた三八式実包（6.5x50mmSR）は、フェドロフM1916において採用されており、中間弾薬としての性格があったともされる。